# Солянское сельское поселение
Солянское се́льское поселе́ние — муниципальное образование в Черлакском районе Омской области Российской Федерации.
Административный центр — село Соляное.

## История
Статус и границы сельского поселения установлены Законом Омской области от 30 июля 2004 года № 548-ОЗ «О границах и статусе муниципальных образований Омской области»

## Население
| 2010  | 2011  | 2012  | 2013  | 2014  | 2015  | 2016  |
| ----- | ----- | ----- | ----- | ----- | ----- | ----- |
| 3090  | ↘3078 | ↗3103 | ↗3109 | ↗3114 | ↘3095 | ↘3084 |
| 2017  | 2018  | 2019  | 2020  | 2021  | 2023  |       |
| ↘3029 | ↘3013 | ↘1978 | ↗2954 | ↗3023 | ↘2989 |       |

## Состав сельского поселения
| № | Населённый пункт | Тип населённого пункта       | Население |
| - | ---------------- | ---------------------------- | --------- |
| 1 | Подлесное        | деревня                      | 250       |
| 2 | Привольное       | деревня                      | 335       |
| 3 | Северное         | деревня                      | 204       |
| 4 | Соляное          | село, административный центр | 2052      |
| 5 | Суворовка        | деревня                      | 249       |